# Bicí automat

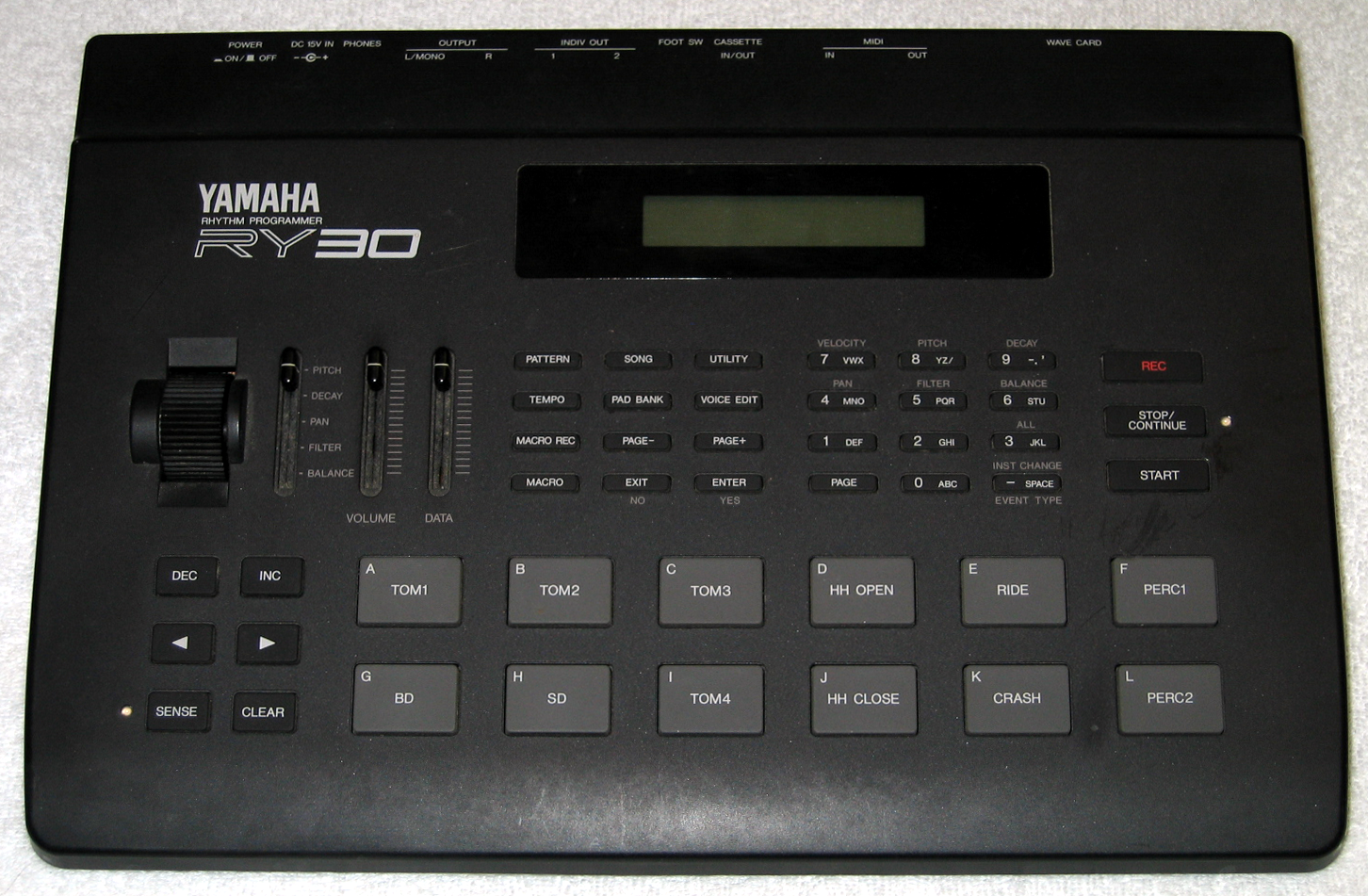
Yamaha RY30

Bicí automat je elektronický hudební nástroj, resp. přístroj, který dokáže přehrávat zaznamenané rytmické smyčky či úseky.

## Princip
Bicí automat obsahuje zvukové generátory, které vytvářejí zvuky bicích nástrojů. Podle způsobu vytváření zvuku dělíme bicí automaty na analogové (syntetizují zvuky podobným způsobem jako analogové syntetizéry) nebo digitální (syntetizují zvuky digitálně nebo přehrávají digitálně zaznamenané zvuky). Zvuky bývají organizovány do tzv. sad (drumkitů). Sada obvykle obsahuje nejčastěji používané bicí nástroje: basový buben = velký buben (bass drum, zkr. BD), malý buben (snare drum, zkr. SD), tlesknutí (clap, CP), činel (cymbal, CY), hi-hat činel (HH) atd. Jednotlivé zvuky mohou být neměnné nebo lze upravovat některé jejich parametry, např. výšku, délku, hlasitost, případně i jiné atributy.
Druhou hlavní součástí bicích automatů je sekvencer, který řídí okamžiky spouštění jednotlivých zvuků a tím vytváří požadované rytmy. Rytmy bývají pevné nebo je lze programovat. Kromě okamžiku zaznění bývá možné naprogramovat také další zvukové parametry, nejčastěji akcent, ale i výšku, délku a další. Některé bicí automaty lze pomocí MIDI spojit s jinými přístroji.
Existují i samostatné sekvencery, kterými lze řídit připojené externí zvukové generátory.

## Současnost
V dnešní době byly hardwarové bicí automaty téměř zcela nahrazeny softwarovými verzemi.

## Známé bicí automaty
- Roland TR-808
- Roland TR-909
- Oberheim DMX
- Sequential Drumtraks
- Emu Drumulator
- Ace Tone Rhythm Ace
- Alesis SR-16
- LinnDrum
- Yamaha RX5